# Brollachan
Der Brollachan (schottisch-gälisch: brollachan, deutsch "etwas Umschlungens, Verstricktes, Verwobenes") ist ein gefürchtetes dämonisches Wesen im schottischen Hochland. Der Brollachan ist gestaltlos und nimmt das Aussehen der Person oder des Gegenstandes an, auf der oder dem er sitzt oder welche/n er berührt. Niemand kennt seine wahre Gestalt. Das einzige, was man von ihm sieht, sind die Augen und der Mund. Des Weiteren kann er nur "ich" oder "du" sagen (schottisch-gälisch: mi-fhèin – "ich selbst" bzw. thu-fhèin – "du selbst"), wodurch es äußerst schwierig ist, mit ihm zu reden.

## Etymologie
Der Begriff brollachan kann im Schottisch-Gälischen Unterschiedliches bedeuten. So heißt das männliche Nomen "brollachan" zunächst etwas  "Umschlungenes, Verstricktes, Verwobenes". Das Lexem "brollach" dagegen wird mit "Unordnung" sowie "Brust, Busen" übersetzt. So könnte der Begriff auch Bezug darauf nehmen, dass das Wesen Unordnung schafft oder aber mit der Negationspartikel "chan" die Zusammenfügung "brollach+(ch)an" mit der Bedeutung "körperlos, formlos" bildet, was sein gestaltloses Wesen durchaus gut beschreiben würde.

## Aussehen und Erscheinung
Das besondere am Brollachan ist, dass er keine Gestalt besitzt, weil er noch so jung ist und noch nicht gelernt hat, wie man eine feste Form beibehält. Er erscheint als dunkle, nebulöse Einheit mit zwei hellen Augen und einem Mund in der Mitte. Angeblich soll man einen Brollachen durch magische Rituale in dieser Form herbeirufen können. Seine Größe variiert von 60 Zentimeter bis zwei Meter. Er ist kein tapferes Wesen und liebt es, sich im Schatten zu verstecken. Er bevorzugt allerdings die kahlen Hügel den dichten Wäldern. Wegen seiner Abstammung von den Fuath, deren Sohn er sein soll, hält er sich oft in der Nähe von Wasser auf.

## Auftreten und Verhalten
Der Brollachan soll sich an einsamen Plätzen im schottischen Hochland am Rande der menschlichen Zivilisation aufhalten. Manchmal wird er auch mit dem Kelpie und dem each uisge (Wasserpferd) in Verbindung gebracht. Da er gestaltlos ist, nimmt er oft die Form von anderen Wesen an. Wenn er die Gelegenheit erhält, wird er in jede Kreatur von geeigneter Größe mit seiner formlosen Gestalt eindringen. Eine Person, die von einem Brollachan besessen ist, hat einen dunklen Teint und glühende, rote Augen. Meist fallen diese Menschen durch wildes und unkontrolliertes Verhalten auf, als ob sie versuchen würden, den Eindringling abzuschütteln. Er ist besonders gefährlich für Kinder. Der Brollachan kann sich nicht in einem einzelnen Wesen für eine sehr lange Zeit aufhalten. Durch die Intensität seines Wirkens sterben die Personen innerhalb weniger Tage und er muss einen neuen Wirt finden. Mit Hilfe der Sterbenden lockt er andere Lebewesen in der Nähe an.

## Austreibung
Einen Brollachan aus einem Besessenen auszutreiben, ist sehr schwer. Dies kann nur durch traditionelle Kräuter geschehen. Die Austreibung wird durch ritualisierte Gesänge unterstützt. Allerdings ist es äußerst schwierig, die nötigen Kräuter zu erhalten. Man benötigt oftmals die Hilfe anderen magischer Kreaturen. Wenn der Brollachan den Körper eines Besessenen durch Exorzismus verlassen musste, ist er unsagbar gefährlich. Er wird versuchen, in den Exorzisten einzudringen und wenn ihm dies nicht gelingt, wird er ihn verfluchen. Helles Licht ist die beste Art, ihn zu vertreiben. Er fürchtet ebenfalls Feuer trotz seiner Gestaltlosigkeit, da er verbrannt werden kann. Man sollte den Brollachan nicht verletzten oder ihm Schaden zufügen, da dies den zügellosen Zorn seiner Familie auf die Menschen ziehen kann.

## Der Brollachan in der Literatur
Geschichten vom Brollachan dienen einem einzigen Zweck in der traditionellen schottischen Hochlandkultur: Sie sollen die Kinder warnen, nicht zu weit den Hof zu verlassen und sie daran hindern, allein durch die dunklen und sumpfigen Gebiete des Hochlandes zu streifen. Des Weiteren sollen sie die Kinder schützen, einsamen Wanderern oder herumstreunenden Tieren zu zutraulich zu begegnen. Die Angst vor dem Brollachan hat wahrscheinlich die Menschen davor geschützt, sich mit Tollwut zu infizieren. Das beschriebene Verhalten der Besessenen erinnert an eine Infektion mit Tollwut. Ein weiterer wichtiger Aspekt ist der Umgang mit Fremden. Auf der einen Seite besteht die Verpflichtung, den Reisenden gastfreundlich aufzunehmen, da er draußen im lebensfeindlichen schottischen Hochland sterben könnte. Andererseits muss jeder Fremde genau beäugt werden, damit er sich nicht als Feind entpuppt. In einigen Geschichten wird dem Brollachan nachgesagt, dass er die Kälte im Körper seines Wirts spürt. Ein Mensch, der einem Brollachan hilft und ihm Wärme und Schutz über Nacht gewährt, wird Dankbarkeit von der Kreatur erhalten und in der Zukunft sicher leben können. Da der Brollachan ein Wesen ist, das von Instinkten geleitet wird, ist es ratsam, sich in der Nacht, in der der Brollachan anwesend ist, zu verstecken.

### Aktuelle Romane
- Kate Lowe veröffentlichte 2016 The Case of the Brollachan (The Riley Pope Case Files Book 3), indem es um die Kryptozoologin Riley Pope geht, die Gestaltenwandler und andere mystische Wesen aufspürt.
- Peter Gray veröffentlichte 2017 als drittes Buch der Avalon-Serie: James Avalon in The Brollachan.[3] Es handelt sich dabei um einen mysteriösen Kriminalfall aus dem schottischen Hochland, in dem die Sage über die mythologische Figur des Brollachans eine Rolles spielt.

## Der Brollachan heute
Obwohl die meisten schottischen Kinder heutzutage in urbanisierten Regionen und Städten leben, wo die alten Geschichten nicht länger weitererzählt werden, halten sich die Geschichten vom Brollachan in den ländlichen Gebieten, die noch die mündliche Erzähltradition pflegen wie früher. Diese Geschichten werden nach wie vor in den nördlichen Regionen erzählt, besonders in den gälischsprachigen Gebieten. Diese Geschichten über den Brollachan entstammen der mündlichen Tradition und sind nur selten in modernen Büchern aufgezeichnet oder in Volksdichtungen dokumentiert worden. Allerdings erscheint die Figur des Öfteren in Fantasy-Büchern und Fantasy-Spielen.